# Рі гра
Рі гра (фр. Riz gras — Жирний рис) — страва на основі м'яса та рису в кухні Буркіна-Фасо, Африка.
 Його також готують в інших африканських країнах, таких як Сенегал та Гвінея. Він походить від страви з рису tiebou djen в сенегальській кухні, яка готується зі значною кількістю риби та м'яса.
Рі гра часто подають на вечірках у міських районах Буркіна-Фасо. Рі гра готується зі значної кількості м'яса та овочів, і зазвичай подається поверх рису. Додаткові інгредієнти, що використовуються, включають помідори, баклажани, болгарський перець, моркву, капусту, цибулю, часник, м'ясний або овочевий бульйон, олію та сіль.

## Галерея

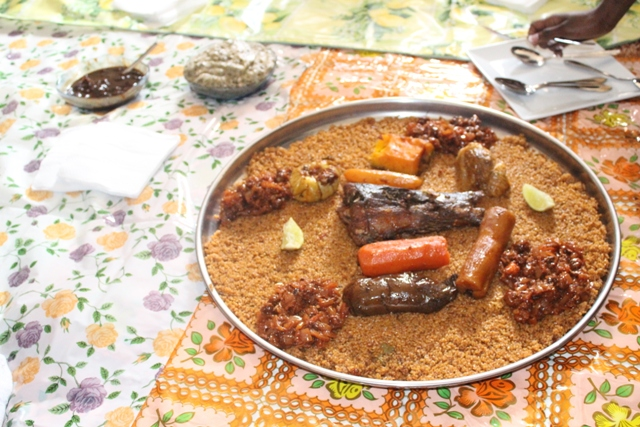
Рі гра
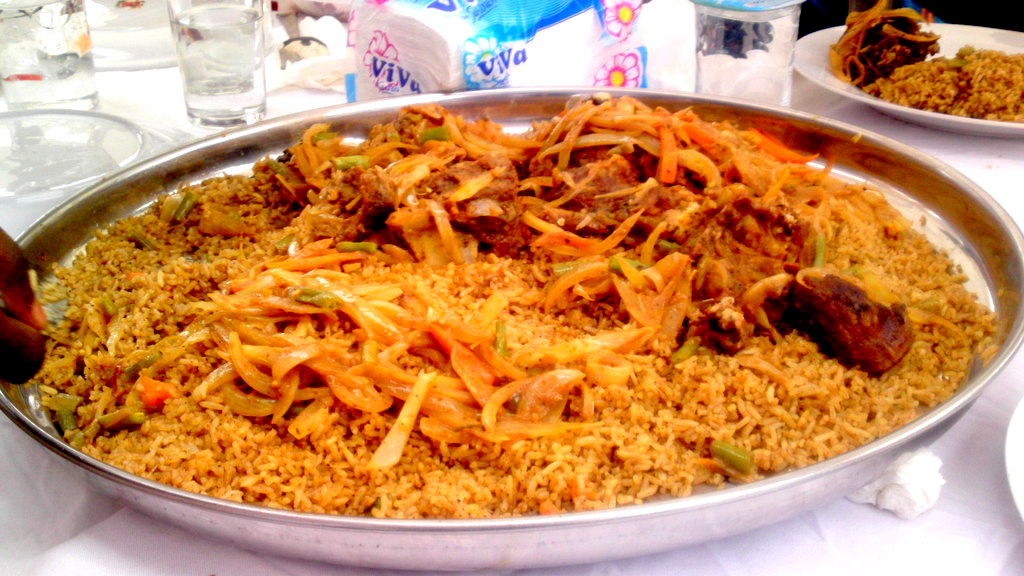
Рі гра з яловичиною
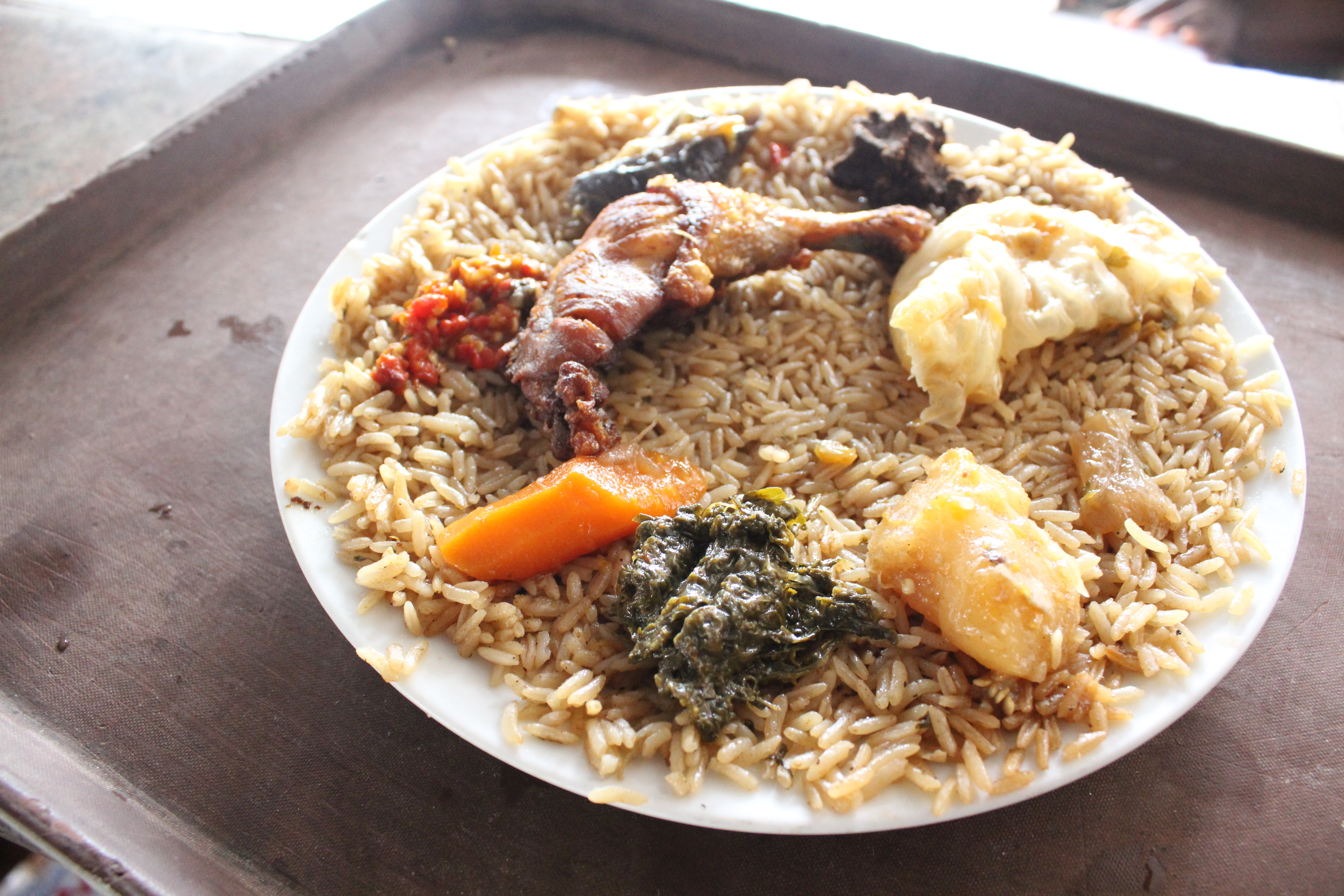
Рі гра з куркою та овочами
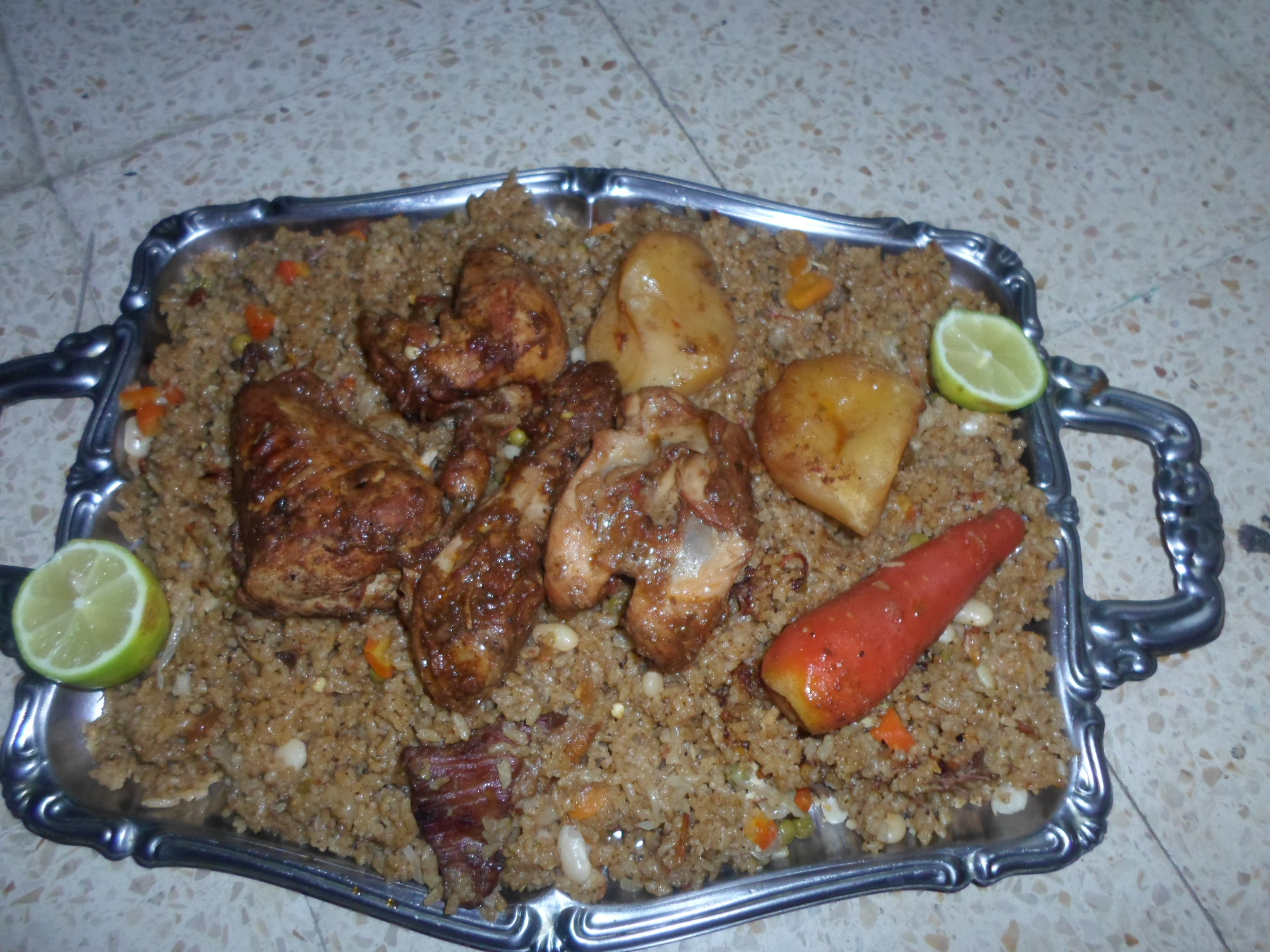
Рі гра в Гвінеї